# Chet Baker
Chesney Henry "Chet" Baker, Jr., född 23 december 1929 i Yale, Oklahoma, död 13 maj 1988 i Amsterdam, var en amerikansk trumpetare och sångare. Chet Baker räknas som en av förgrundsfigurerna inom cool jazz-vågen som kom från Kalifornien på 1950-talet. 

## Liv och verksamhet
Chet Baker fick sitt genombrott i Gerry Mulligans kvartett i början av 1950-talet. Han spelade även ihop med många av de stora inom jazzen, bland annat med Stan Getz och Charlie Parker. Bakers stil som trumpetare var lyriskt skör och framförallt enkel. Där andra musiker försöker väva in mängder av toner och infall valde Baker den rena och minimalistiska vägen och var ofta melodin trogen.
Sin största berömmelse för den lite bredare publiken fick Baker genom sin sång. Med en ljus känslig röst har han gjort tolkningar av bland annat "My Funny Valentine" och "Let's get lost". När Baker slog igenom blev han också uppmärksammad för sitt vackra James Dean-liknande utseende.
Det är ingen som vet om jazzstjärnan tog sitt eget liv eller föll när han störtade från sitt hotellfönster, fredagen den 13 maj 1988 på Hotel Prins Hendrik i Amsterdam.

## Självbiografi och filmer
På svenska finns Bakers självbiografi As though I had wings = Som om jag hade vingar. Det är en tvåspråkig utgåva i  översättning av Hans Blomqvist och Danuta Ciasnocha (Bakhåll, 2003). Bruce Weber har gjort en dokumentär om hans liv, Let's Get Lost (1988), med intervjuer från året före Bakers död, tillsammans med återblickar och samtal med kolleger, fruar och barn. Den kanadensiske filmskaparen Robert Budreau har gjort en spelfilm om en svår period i Bakers liv, 1967-68, då hans framtänder blev utslagna och han tvingades lära sig spela på nytt, med tandprotes. Den heter Born to Be Blue (2016), med Ethan Hawke i huvudrollen.

## Diskografi
| - 1953 – The Chet Baker Quartet - 1953 – Haig '53 – The Other Pianoless Quartet, med Stan Getz - 1953 – Chet Baker Quartet featuring Russ Freeman - 1954 – Chet Baker & Strings - 1954 – Chet Baker Ensemble - 1954 – Chet Baker Sings - 1955 – The Trumpet Artistry of Chet Baker - 1955 – Jazz at Ann Arbor - 1955 – Chet Baker Sings and Plays, med Bud Shank, Russ Freeman och Strings - 1955 – Gerry Mulligan Quartet Featuring Chet Baker – Gerry Mulligan Quartet - 1955 – Chet Baker Quartet Records Eight Cool Sides - 1956 – Chet Baker in Europe: A Jazz Tour of the NATO Countries - 1956 – Chet Baker & Crew - 1956 – At the Forum Theater - 1956 – Chet Baker Quartet - 1957 – Chet Baker Big Band - 1957 – Chet Baker & Bud Shank – Theme Music from ’The James Dean Story’ - 1957 – Quartet: Russ Freeman/Chet Baker - 1957 – Mulligan and Baker! - 1958 – Chet Baker in New York också utgiven som Polka Dots and Moonbeams - 1958 – Stan Meets Chet, med Stan Getz - 1958 – It Could Happen to You – Chet Baker Sings - 1959 – Playboys, med Art Pepper - 1959 – Chet - 1959 – Chet Baker Plays the Best of Lerner & Loewe - 1959 – Chet Baker in Milan - 1959 – Chet Baker with Fifty Italian Strings - 1960 – Sextet & Quartet - 1962 – Chet is Back! (utgivet under namnet The Italian Sessions 1978) - 1963 – Chet Baker Quintette - 1964 – Baby Breeze - 1964 – The Most Important Jazz Album of 1964/65 - 1965 – Baker's Holiday - 1965 – Hats Off, med The Mariachi Brass - 1966 – Smokin' with the Chet Baker Quintet - 1966 – Groovin' with the Chet Baker Quintet - 1966 – Quietly There, med The Carmel Strings - 1966 – Double Shot, med The Mariachi Brass - 1966 – Into My Life, med The Carmel Strings - 1966 – In the Mood, med The Mariachi Brass - 1966 – A Taste of Tequila, med The Mariachi Brass - 1967 – Comin' On with the Chet Baker Quintet - 1967 – Cool Burnin' with the Chet Baker Quintet - 1967 – Boppin' with the Chet Baker Quintet - 1969 – Albert’s House - 1970 – Blood, Chet and Tears - 1974 – She Was Too Good to Me - 1975 – Gerry Mulligan & Chet Baker – Carnegie Hall Concert - 1977 – You Can't Go Home Again - 1977 – The Incredible Chet Baker Plays and Sings - 1979 – The Touch of Your Lips - 1979 – Broken Wing - 1979 – Ballads for Two, med Wolfgang Lackerschmid - 1979 – All Blues, med Rachel Gould - 1980 – Soft Journey, med Enrico Pieranunzi - 1980 – Chet Baker / Wolfgang Lackerschmid - 1980 – Chet Baker – Steve Houben - 1980 – Night Bird – Live in Paris - 1980 – Two a Day - 1980 – Once Upon a Summertime - 1980 – Leaving - 1980 – No Problem - 1980 – Daybreak - 1981 – Rendez-vous, med Jean Paul Florens & Henry Florens - 1981 – Tune Up – Live in Paris - 1981 – My Funny Valentine - 1981 – Chet Baker Meets Novos Tempos Group – Salsamba - 1982 – Peace - 1982 – Chet Baker and Lee Konitz – In Concert - 1982 – The Great Lars Gullin Vol. 1 '55/'56 - 1982 – Studio Trieste, med Jim Hall & Hubert Laws - 1982 – Sextet & Quartet - 1982 – 'Round Midnight – Chet Baker Live - 1982 – This Is Always (insp 1979) - 1983 – Crystal Bells, med Jean-Louis Rassinfosse & Philip Catherine - 1983 – Stan Getz & Chet Baker – Line for Lyons - 1983 – Kirk Lightsey Trio with Chet Baker – Everything Happens to Me - 1983 – In Your Own Sweet Way - 1983 – Someday My Prince Will Come (insp 1979) - 1984 – Live in Sweden with Åke Johansson Trio - 1984 – The Improviser - 1984 – At Capolinea - 1984 – Mr. B. | - 1984 – Just Friends – Live at the Subway Club - 1985 – Hazy Hugs, med The Amstel Octet - 1985 – Witch Doctor (insp 1953) - 1985 – Chet Baker Plays Vladimir Cosma - 1985 – Candy - 1985 – Live in Hollywood, med Al Haig - 1985 – Diane, med Paul Bley - 1985 – Conception - 1985 – Blues for a Reason, med Warne Marsh - 1985 – Chet's Choice, med Philip Catherine - 1986 – Symphonically, med Mike Melillo - 1986 – Sings Again - 1986 – Strollin' - 1986 – The Touch of Your Lips - 1986 – Silent Nights, med Christopher Mason - 1986 – Live at Ronnie Scott's - 1986 – When Sunny Gets Blue - 1986 – Chet Baker and his Quintet with Bobby Jaspar - 1987 – Rique Pantoja & Chet Baker - 1987 – Live at Nick’s, med Phil Markowitz (insp 1978) - 1988 – Live in Paris, 1960–63 – Live in Nice, 1975 - 1988 – Memories – In Tokyo - 1988 – My Favourite Songs – The Last Great Concert - 1988 – Blåmann! Blåmann!, med Jan Erik Vold - 1988 – Down – Live in the Subway Club (insp 1980) - 1988 – Chet Baker Meets Space Jazz Trio – Little Girl Blue - 1988 – The Heart of the Ballad, med Enrico Pieranunzi - 1988 – Live from the Moonlight (insp 1985) - 1989 – The Best Thing for You (insp 1977) - 1989 – Time after Time - 1989 – Cool Cat - 1989 – Misty - 1989 – My Foolish Heart - 1989 – Silence, med Charlie Haden - 1989 – The Newport Years, vol. 1 - 1989 – Stella by Starlight - 1989 – Chet Baker Sings and Plays from the Film ’Let's Get Lost’ - 1989 – Chet on Poetry - 1989 – Bird & Chet – Live at the Trade Winds 16 June 1952, med Charlie Parker - 1989 – Live in Rosenheim – Chet Baker’s Last Recording as Quartet - 1989 – Four - 1989 – Live in Chateauvallon, 1978 - 1990 – Chet Baker Introduces Johnny Pace (insp 1958) - 1990 – The Last Great Concert – My Favourite Songs Vol. I & II - 1990 – As Time Goes By - 1990 – Love for Sale, med Van Morrison - 1991 – Live at the Trade Winds 1952 - 1991 – Out of Nowhere - 1991 – Just Friends (insp 1979) - 1991 – Chet Baker Ensemble and Sextet (insp 1953–56) - 1991 – Chet Baker and the Boto Brazilian Quartet (insp 1980) - 1991 – Live at Fat Tuesday's, med Bud Shank (insp 1981) - 1991 – Burnin' at Backstreet (insp 1980) - 1992 – Live at Pueblo, Colorado 1966 - 1992 – L.A. Get-Together!, med Stan Getz (insp 1953) - 1992 – Grey December (insp 1953/55) - 1992 – Brussels 1964 - 1993 – Italian Movies (insp 1961/62) - 1994 – In Italy Unissued 1975–1988 - 1995 – The Legacy, Vol. 1 (insp 1987) - 1995 – Embraceable You (insp 1957) - 1995 – Young Chet (insp 1954/56) - 1996 – The Legacy, Vol. 2 – I Remember You (insp 1985) - 1997 – West Coast Live, med Stan Getz (insp 1953/54) - 1997 – Chet Baker in Paris (insp 1980/81) - 1998 – The Legacy, Vol. 3 – Why Shouldn't You Cry - 1998 – Chet & Toots, med Åke Johansson Trio & Toots Thielemans (insp 1985) - 1998 – The Stan Getz Quartet with Chet Baker – Quintessence Volume 1 (insp 1983) - 1999 – I Remember You (insp 1984) - 1999 – Playing by Heart, med John Barry & Chris Botti (insp 1956) - 1999 – Live in Bologna 1985 (Dreyfus) - 2003 – Chet Baker Quartet Featuring Dick Twardzik (insp 1955) - 2003 – The Legacy, Vol. 4 – Oh You Crazy Moon (insp 1978) - 2003 – But Not for Me (insp 1982) - 2003 – Chet Baker Sings, Plays – Live at the Keystone Korner (insp 1978) - 2006 – From Newport to New York (insp 1955) - 2006 – The Lost Holland Concert, September 18, 1955, med Dick Twardzik - 2007 – Indian Summer (insp 1955) - 2008 – The Legacy Vol. 5 – Chet in Chicago, med the Bradley Young Trio (insp 1986) - 2010 – The Sesjun Radio Shows - 2013 – Early Chet – Chet Baker in Germany 1955–1959 [Lost Tapes] (insp 1955/56) |